# 西蒙娜·穆沙特
西蒙娜·穆沙特（羅馬尼亞語：Simona Mușat，1981年9月16日—），旧姓斯特林贝斯基（Strimbeschi），罗马尼亚女子赛艇运动员。她曾代表罗马尼亚参加2004年和2008年夏季奥林匹克运动会赛艇比赛，其中2008年奥运会获得一枚铜牌。